# Хатат
Хатат — в иудаизме один из пяти видов жертвоприношений: жертва, приносимая Богу за невольное нарушение заповедей.
Для жертвы хатат использовали коз, отличающихся более буйным нравом, чем овцы, служившие жертвой ашам за более лёгкие прегрешения.
Существует четыре разновидности принесения жертвы хатат, в зависимости от того, кто её приносит: первосвященник, вся община, царь или рядовой член общины. В первых двух случаях после расчленения туши жертвенного животного и помещения крови и сала на алтарь, мясо жертвы сжигалось, в остальных оно шло в пищу коханим во дворе Храма в тот же день до полуночи. Несъеденные остатки сжигались.